# Radikal 63
Radikal 63 mit der Bedeutung „Haus, Familie“ (Darstellung eines Türflügels) ist eines von den 34 traditionellen Radikalen der chinesischen Schrift, die aus vier Strichen bestehen.
Mit 16 Zeichenverbindungen in Mathews’ Chinese-English Dictionary kommt es nur selten im Lexikon vor.
Es gibt drei Varianten des Zeichens.

## Schriftzeichenverbindungen, die vom Radikal 63 regiert werden
| Striche | Zeichen     |
| ------- | ----------- |
| +0      | 戶 户 戸    |
| +01     | 戹          |
| +03     | 戺 戻 戼    |
| +04     | 戽 戾 房 所 |
| +05     | 扁 扂 扃    |
| +06     | 扄 扅 扆 扇 |
| +07     | 扈          |
| +08     | 扉 扊       |

 Im Unicodeblock Kangxi-Radikale ist das Radikal 63 unter der Codepointnummer 12.094 (U+2F3E) codiert.